# Greencastle (Missouri)
Greencastle – miasto w Stanach Zjednoczonych, w stanie Missouri, w hrabstwie Sullivan.